# Union Pacific (film)
Compania feroviară Union Pacific (în engleză Union Pacific) este film western dramatic american din 1939, regizat de Cecil B. DeMille cu Barbara Stanwyck, Joel McCrea și Robert Preston în rolurile principale. Bazat pe romanul Trouble Shooter scris în 1936 de Ernest Haycox, filmul este despre construirea căii ferate prin vestul american. Haycox și-a bazat romanul pe experiențele unui inginer civil, Charles H. Sharman, care a lucrat la calea ferată de la începutul acesteia în Omaha, Nebraska, în 1866 și până la ceremonia golden spike din 10 mai 1869. Acesta a fost realizată pentru a sărbători îmbinarea șinelor pentru prima cale ferată transcontinentală din Statele Unite, care leagă căile ferate Central Pacific și Union Pacific la Promontory Summit, teritoriul Utah. De fapt, filmul a recreat evenimentul folosind același golden spike din 1869, împrumutat de la Universitatea Stanford. O parte din filmări au fost realizate în Iron Springs, Utah.

## Intrigă
Legea Pacific Railroad din 1862, semnată de președintele Lincoln, autorizează împingerea căii ferate Union Pacific spre vest, prin sălbăticie, spre California, dar bancherul oportunist Asa Barrows speră să profite din obstrucționarea acesteia. Depanatorul șef Jeff Butler este ocupat să se lupte cu agentul lui Barrows, jucătorul de cărți de noroc Sid Campeau. Partenerul lui Campeau, Dick Allen, este prietenul din timpul războiului cu Jeff și pretendentul rival pentru fiica inginerului, Molly Monahan. Cine va supraviețui efortului de a continua lucrările la calea ferată cu orice preț?

## Distribuția
- Barbara Stanwyck în rolul Mollie Monahan
- Joel McCrea în rolul căpitanului Jeff Butler
- Akim Tamiroff în rolul Fiesta
- Robert Preston în rolul Dick Allen
- Lynne Overman în rolul Leach Overmile
- Brian Donlevy în rolul Sid Campeau
- Robert Barrat în rolul Duke Ring (acolitul lui Campeau)
- Anthony Quinn în rolul Jack Cordray (acolitul lui Campeau)
- Stanley Ridges în rolul Generalul Casement
- Henry Kolker în rolul Asa M. Barrows (bancher)
- Francis McDonald în rolul General Grenville M. Dodge
- Willard Robertson în rolul Oakes Ames
- Harold Goodwin în rolul E.E. Calvin (telegrafist)
- Evelyn Keyes în rolul d-nei Calvin
- Richard Lane în rolul Sam Reed
- Emory Parnell în rolul Maistrului
- John Marston în rolul Durant
- Guy Usher în rolul Leland Stanford
- Adrian Morris în rolul Ceferistului

## Premii
Filmul este câștigătorul oficial al primului Palme d'Or la Festivalul de Film de la Cannes, deși acesta a fost premiat retrospectiv la ediția din 2002. Festivalul urma să debuteze în 1939, dar a fost anulat din cauza celui de-Al Doilea Război Mondial. Organizatorii festivalului din 2002 au prezentat o parte din selecția originală din 1939 unui juriu profesionist format din șase membri. Filmele au fost: La revedere, dl. Chips, La piste du nord, Lenin în 1918, The Four Feathers, Vrăjitorul din Oz, Union Pacific și Boefje.
Filmul a fost nominalizat la Oscar pentru cele mai bune efecte vizuale (Farciot Edouart, Gordon Jennings și Loren L. Ryder) la cea de-a 12-a ediție a premiilor Oscar.